# ヴァイデンベルク
ヴァイデンベルク (ドイツ語: Weidenberg)はドイツ連邦共和国バイエルン州オーバーフランケン行政管区のバイロイト郡に属する市場町で、エムトマンスベルク、キルヒェンピンガルテンおよびザイボーテンロイトとともに形成するヴァイデンベルク行政共同体の本部所在地である。

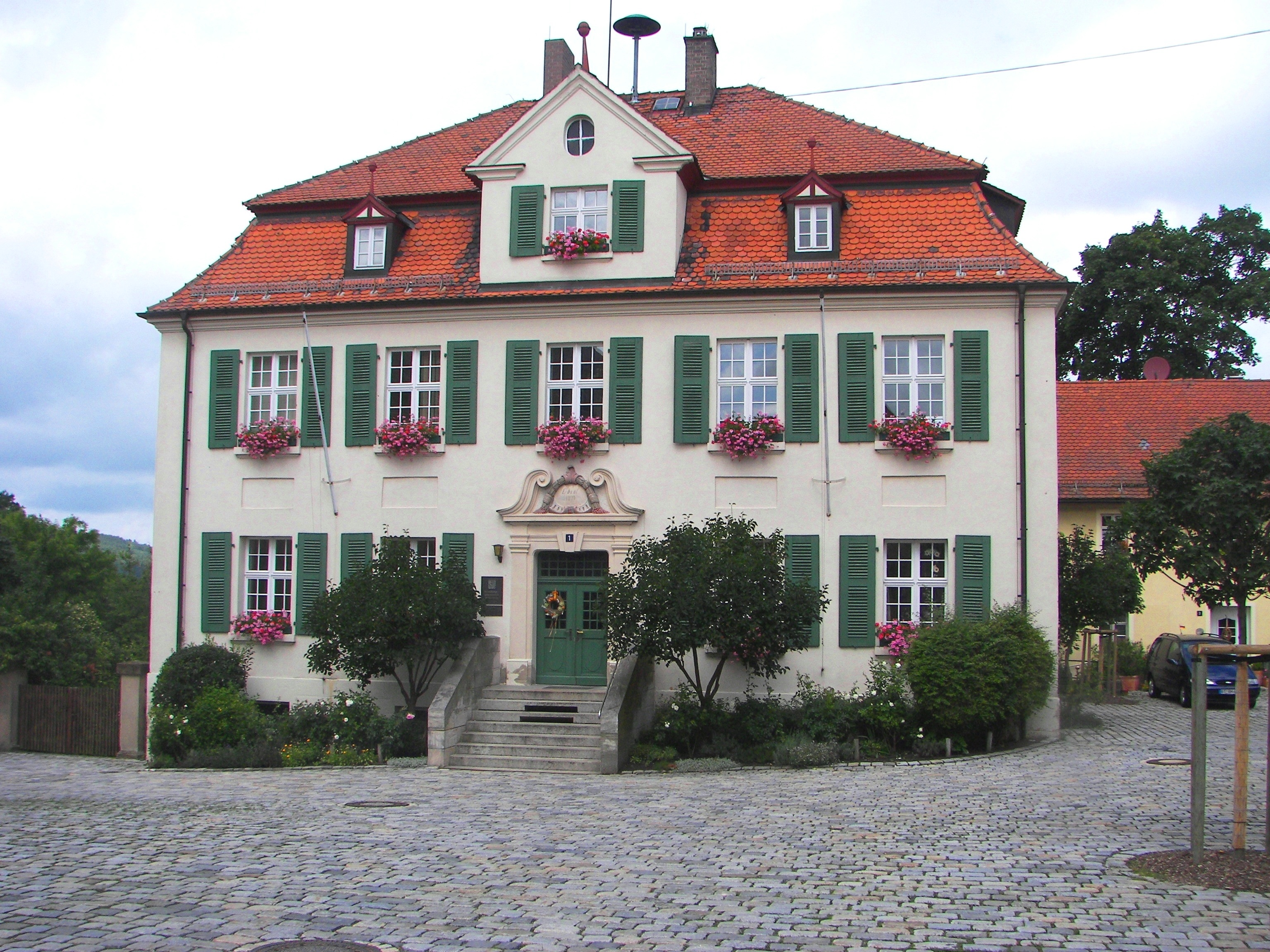
ヴァイデンベルクの町役場

## 地理

### 位置
ヴァイデンベルクは、フィヒテル山地の麓、海抜約357mから853mの間に位置している。この市場町はバイロイト郡の北西部に当たる。最も近い大都市は、オーバーフランケン地方の中心地バイロイトである。

### 自治体の構成
この町は、公式には53の地区 (Ort) からなる。このうち小集落や孤立農場などを除く集落を以下に列記する。
| - デーラウ - フィッシュバッハ - グロッツドルフ - ゲーラウ - ゲルシュニッツ - ゴッセンロイト - ヘスラッハ | - レーエン - レッサウ - メンガースロイト - ミットレルンハンマー - ノイキルヒェン・アム・マイン - リューガースベルク | - ゾフィーエンタール - シュトッカウ - ウンターシュタイナハ - ユッツドルフ - ヴァイツェンロイト - ヴァイデンベルク |

## 歴史
ヴァイデンベルクは1398年に初めて市場の開催権を得た。キュンスベルクの領主が、ホーエンツォレルン家の封土として、1446年および1634-51年にそれぞれ城を築いた。1792年から属したプロイセンのバイロイト侯領のアムトは1807年のティルジットの和約によりフランス領となり、1810年バイエルン王国領となった。バイエルン王国の行政改革の時代、1818年の自治体令により現在の自治体が形成された。

## 行政
首長は、ハンス・ヴィッタウアー (Hans Wittauer, Freie Wählergemeinschaft)である。

### 友好都市
- セナーレ＝サン・フェリーチェ （イタリア、トレンティーノ＝アルト・アディジェ州）1976年
- Plouhinec （フランス、フィニステール県）1989年
- Smržovka （チェコ、ヤブロネツ・ナド・ニソウ郡）1998年

## 文化と見所

### 博物館
- シェルツェンミューレ屋外博物館
- ガラスとボタンの博物館
- 民俗学コレクション
- 錫人形博物館

### ギャラリー
- ヴァイデンベルク駅ギャラリー

## 経済と社会資本

### 鉄道交通

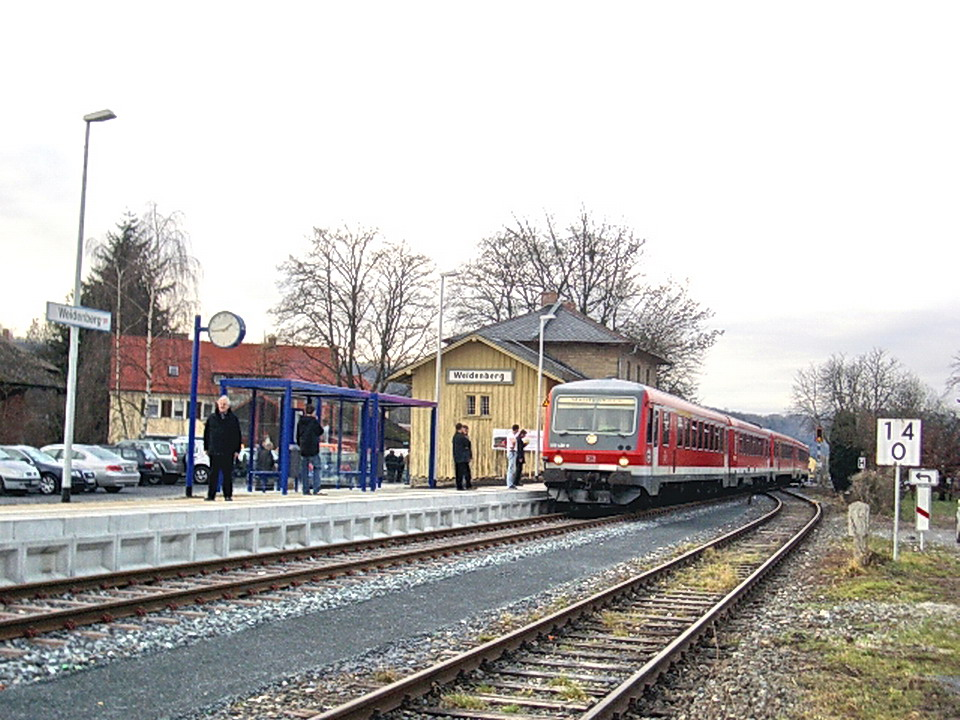
運行が再開されたヴァイデンベルク駅

中心集落であるヴァイデンベルク地区にはバイロイト - ヴァルメンシュタイナハ線の駅がある。この路線は休止中であったが、バイロイト - ヴァイデンベルク間の部分的運行再開が、2006年12月の時刻表改訂の際に盛り込まれ、2007年1月8日から試験運行を再開した。1月10日には、再開に向けて活動した政治家を迎えて記念式典が行われた。公式の運転再開は、1月10日で、定刻の12:04にバイロイト駅を発車したVT628型気動車には、大勢の客が乗車した。残りのヴァルメンシュタイナハまでの区間が今後のいつの時点で再開されるかについては、現在議論が行われている。
バイロイト - キルヒェンライバッハ（シュパイヒャースドルフ） - マルクトレドヴィッツ/ヴァイデン線は、ヴァイデンベルクの南部を通っており、駅は、シュトッカウ地区にある。また、ヴァイデンベルク行政共同体の構成自治体であるザイボーテンロイトにも小さな停車場がある。

### 道路交通
連邦道路B22が町の南部（ノイキルヒェン地区、レーエン地区）を走っている。

## 引用
1. ↑  https://www.statistikdaten.bayern.de/genesis/online?operation=result&code=12411-003r&leerzeilen=false&language=de Genesis-Online-Datenbank des Bayerischen Landesamtes für Statistik Tabelle 12411-003r Fortschreibung des Bevölkerungsstandes: Gemeinden, Stichtag (Einwohnerzahlen auf Grundlage des Zensus 2011)
2. ↑  Bayerische Landesbibliothek Online